# Biberach
Biberach ['bi:bərax] là một huyện (Landkreis) ở Baden-Württemberg, Đức. Các đơn vị giáp ranh (từ phía nam theo chiều kim đồng hồ) là: Ravensburg, Sigmaringen, Reutlingen và Alb-Donau, và các huyện của Bayern Neu-Ulm, Unterallgäu và thành phố không thuộc huyện Memmingen. Đô thị lớn ở huyện Biberach là Biberach an der Riß, Riedlingen, Ochsenhausen và Laupheim.

## Địa lý
Huyện này có khu vực thôn quê giữa các sông Danube và Iller. Sông Danube chảy qua huyện ở phần cực tây theo hướng nam bắc. Sông Iller tạo thành ranh giới phía đông của huyện. Một sông khác, sông Riß, một phụ lưu của sông Danube chảy qua huyện này từ nam đến bắc.
Hồ Feder là một hồ nhỏ nằm về phía tây nam của huyện. Hồ chỉ có diện tích 1,4 km² nhưng nổi tiếng với các hiện vật thời Neolithic và các loài chim hiếm sinh sống.

## Huy hiệu

Coat of arms

Con đại bàng là biểu tượng của thành phố Biberach.

## Xã và thị trấn
| Thị trấn                                                                                           | Xã | |
| -------------------------------------------------------------------------------------------------- | --- | --- |
| 1. Bad Buchau 2. Bad Schussenried 3. Biberach an der Riß 4. Laupheim 5. Ochsenhausen 6. Riedlingen | 1. Achstetten 2. Alleshausen 3. Allmannsweiler 4. Altheim 5. Attenweiler 6. Berkheim 7. Betzenweiler 8. Burgrieden 9. Dettingen an der Iller 10. Dürmentingen 11. Dürnau 12. Eberhardzell 13. Erlenmoos 14. Erolzheim 15. Ertingen 16. Gutenzell-Hürbel 17. Hochdorf 18. Ingoldingen 19. Kanzach | 1. Kirchberg an der Iller 2. Kirchdorf an der Iller 3. Langenenslingen 4. Maselheim 5. Mietingen 6. Mittelbiberach 7. Moosburg 8. Oggelshausen 9. Rot an der Rot 10. Schemmerhofen 11. Schwendi 12. Seekirch 13. Steinhausen 14. Tannheim 15. Tiefenbach 16. Ummendorf 17. Unlingen 18. Uttenweiler 19. Wain 20. Warthausen |